# Diana Damrau
Diana Damrau (Günzburg, 31 maggio 1971) è un soprano tedesco.

## Biografia
Dotata di una voce da soprano di coloratura, la Damrau ha conseguito gli studi alla Musikhochschule di Würzburg con Carmen Hanganu e a Salisburgo con Hanna Ludwig. 
Il suo debutto avviene nel 1995 a Würzburg con Le nozze di Figaro e successivamente lavora anche nei teatri di Mannheim e di Francoforte. Da allora ha cantato nei migliori teatri del mondo, allo Staatsoper di Vienna, al Metropolitan di New York, al Covent Garden di Londra, al Festival di Salisburgo ed al Teatro alla Scala di Milano, in occasione della riapertura nella serata dell'inaugurazione della stagione 2004/2005, sotto la direzione di Riccardo Muti interpretando Europa, nell'Europa riconosciuta di Antonio Salieri con Desirée Rancatore e Daniela Barcellona ripresa da Rai 3 e trasmessa poi anche da Rai 5.
Nel 2000 debutta alla Wiener Staatsoper come Regina della Notte nel Flauto magico, nel 2002 è kleine Frau nella première di Der Riese vom Steinfeld (Il gigante di Steinfeld) di Friedrich Cerha e Zerbinetta in Ariadne auf Naxos, nel 2005 Adele in Il pipistrello con Leo Nucci, nel 2006 Susanna nelle Nozze di Figaro con Elīna Garanča diretta da Riccardo Muti, Konstanze in Il ratto dal serraglio e Gilda in Rigoletto con Rolando Villazón e Nucci, nel 2009 Rosina nel Barbiere di Siviglia, nel 2010 Manon Lescaut in Manon con Ramón Vargas e nel 2012 Lucia di Lammermoor con Piotr Beczała. Fino ad oggi la Damrau ha partecipato a 48 rappresentazioni viennesi.
Nel 2001 debutta al Festival di Salisburgo come Voce dal cielo in Don Carlo diretta da Lorin Maazel con i Wiener Philharmoniker, Ferruccio Furlanetto, Neil Shicoff e Thomas Hampson seguita da Najade in Ariadne auf Naxos diretta da Christoph von Dohnányi con Susan Graham e Natalie Dessay ripresa dalla televisione ORF e dalla Messa in do maggiore K 257, nel 2002 Regina della Notte nel Flauto magico con Barbara Bonney e Simon Keenlyside, nel 2003 Blonde nel Ratto dal serraglio con Jonas Kaufmann, nel 2004 canta la Messa in do minore K 427 diretta da William Christie, nel 2005 tiene un recital, nel 2006 Fauno in Ascanio in Alba con Sonia Prina, nel 2007 Susanna nelle Nozze di Figaro diretta da Daniel Harding e nel 2014 tiene un recital.
Nel 2002 debutta come Adele nel Pipistrello diretta da Zubin Mehta con Siegfried Jerusalem al Bayerische Staatsoper seguita da Marzelline in Fidelio con Waltraud Meier e Matti Salminen, nel 2003 Regina della Notte nel Flauto magico con Kurt Moll, nel 2004 Zdenka in Arabella e Konstanze nel Ratto dal serraglio con Paata Burchuladze, nel 2005 Gilda in Rigoletto diretta da Mehta e tiene un recital, nel 2006 Sophie in Der Rosenkavalier con Felicity Lott e John Tomlinson, nel 2007 Susanna nelle Nozze di Figaro con Anna Bonitatibus, nel 2008 Zerbinetta in Ariadne auf Naxos diretta da Kent Nagano, nel 2009 tiene un recital, nel 2010 Aminta in La donna silenziosa diretta da Nagano e tiene un recital, nel 2011 Olympia/Giulietta/Antonia/Stella nei Racconti di Hoffman con Villazón, nel 2013 tiene un recital, nel 2014 Violetta Valéry nella Traviata diretta da Paolo Carignani con Keenlyside e nel 2015 Lucia Ashton in Lucia di Lammermoor.
Nel 2003 debutta al Royal Opera House di Londra come Regina della Notte nel Flauto magico. Sempre al Covent Garden è The Fiakermilli in Arabella con la Bonney e Zerbinetta in Ariadne auf Naxos nel 2004, Istruttrice di ginnastica/Donna ubriaca nella prima esecuzione assoluta di 1984 di Maazel diretta dal compositore nel 2005, Gretel in Hänsel e Gretel nel 2008 e Adina nell'Elisir d'amore nel 2009. 
Fino al 2013 la Damrau ha partecipato a 43 rappresentazioni londinesi.
Nel 2014 a Londra è Violetta Valéry nella Traviata con Dmitri Hvorostovsky.
Nel 2005 debutta al Metropolitan Opera House con Zerbinetta in Ariadne auf Naxos con Violeta Urmana e la Graham. Ancora per il Met nel 2006 partecipa al Late Show with David Letterman con Juan Diego Flórez e Samuel Ramey per anticipare la sua Rosina nel Barbiere di Siviglia dello stesso anno, nel 2007 è Aithra (Etra) in Elena egizia di Richard Strauss e Pamina e Regina della notte nel Flauto magico, nel 2008 è Constanze nel Ratto dal Serraglio e Lucia di Lammermoor, nel 2009 è Gilda in Rigoletto, nel 2010 Marie in La figlia del reggimento con Flórez, nel 2011 la Countess Adèle nel Conte Ory con Flórez, nel 2012 Adina nell'Elisir d'amore sempre con Flórez, nel 2013 Violetta nella Traviata con Plácido Domingo, nel 2014 Amina nella Sonnambula con Michele Pertusi e nel 2015 Manon Lescaut in Manon con Vittorio Grigolo e Léila in Les pêcheurs de perles diretta da Gianandrea Noseda. Fino ad oggi la Damrau ha preso parte a 106 rappresentazioni al Met.
Ancora alla Scala nel 2006 è Susanna nella prima delle Nozze di Figaro con Pietro Spagnoli, Ildebrando D'Arcangelo e Matteo Peirone ripresa da Rai 1 e tiene dei recital nel 2007 e nel 2009.
Nel 2013 è ancora Violetta nella Traviata alla serata inaugurale scaligera del 7 dicembre con Beczala e Mara Zampieri sotto la direzione di Daniele Gatti. La diretta scaligera su Rai 5 è stata vista da oltre seicentocinquantamila spettatori.
Nel 2015 tiene un recital alla Scala ed è Lucia di Lammermoor nella prima con Grigolo.
Nel 2009 debutta il ruolo di Marie ne La figlia del reggimento con Flórez al San Francisco Opera con Bruno Praticò e Flórez e tiene un recital a Bilbao.
Al Grand Théâtre di Ginevra è Donna Anna in Don Giovanni nel 2009, Elvira ne I puritani nel 2011, Philine in Mignon nel 2012 e tiene un recital nel 2013.
Il ruolo più cantato dalla Damrau è quello di Regina della Notte nel Flauto magico di Mozart, infatti ha preso parte a più di 15 produzioni dell'opera. Nella stagione 2007-2008 del Metropolitan, inoltre, è apparsa sia come Regina della Notte che come Pamina.
La stagione 2008-2009 per il soprano è iniziata con Lucia di Lammermoor di Donizetti e continuerà con Il cavaliere della rosa e La donna silenziosa di Strauss, rispettivamente nei ruoli di Sophie e Aminta.
Nel 2010 è Constanze nella prima rappresentazione del Ratto dal serraglio al Gran Teatre del Liceu.
Nel 2010 ha sposato il basso francese Nicolas Testé ed ha avuto il figlio Alexander; nel 2012 è nato anche Colyn.
Nel 2011 tiene un recital nella Queen's Hall di Edimburgo ed è Lucia di Lammermoor a Bilbao. 
Nella stagione 2011/2012 è Gilda in Rigoletto con Nucci all'Opernhaus Zürich, Lucia di Lammermoor al Deutsche Oper Berlin e Linda in Linda di Chamounix al Gran Teatre del Liceu.
Nel 2012 tiene un recital a Bad Kissingen, uno con Béatrice Uria-Monzon al Teatro romano di Orange ed anche all'Opéra National de Paris.
Nel 2013 tiene un recital per il Washington National Opera, è Moll Hackabout nella prima assoluta di A Harlot's Progress di Iain Bell al Theater an der Wien ed è Violetta Valéry nella Traviata all'Opernhaus Zürich. 
Nel 2014 debutta come Violetta Valéry nella Traviata diretta Daniel Oren all'Opéra National de Paris, tiene un recital all'Opernhaus Zürich, Konstanze nel Ratto dal serraglio con Villazón e Thomas Quasthoff al Festspielhaus Baden-Baden, Leila nei Pescatori di perle al Theater an der Wien e vince l'International Opera Awards.
Nel 2015 canta in concerto con il marito al Grand Théâtre de Monte Carlo e al Teatro Verdi di Salerno diretta da Oren, nella diretta su Rai 1 in mondovisione, per l'evento di apertura dell'Expo 2015 con Andrea Bocelli e Francesco Meli, tiene un recital al Teatro de la Zarzuela di Madrid e a Peralada, è Adina nell'Elisir d'amore con Lucio Gallo all'Opernhaus Zürich e la contessa Almaviva nelle Nozze di Figaro con Hampson, Anne Sofie von Otter e Villazón a Baden-Baden.
Ormai madre di un figlio nel 2015 si ritira temporaneamente dalle scene per dedicarsi completamente alla maternità.
Torna sulle scene dal 2016. Alla Scala riprende il 26 ottobre 2016 la Contessa d'Almaviva nelle Nozze di Figaro. Canta nel ruolo di Maria Stuarda all'Opera di Zurigo nell'aprile del 2018. Nel 2019 debutta come Ophélie nell'Hamlet in forma concertistica, prima al Liceu di Barcellona, poi alla Deutsche Oper Berlin.

## Repertorio
| Ruolo                                 | Titolo                          | Autore           |
| ------------------------------------- | ------------------------------- | ---------------- |
| Marzelline                            | Fidelio                         | Beethoven        |
| Moll Hackabout                        | A Harlot's Progress             | Bell             |
| Amina                                 | La sonnambula                   | Bellini          |
| Elvira                                | I puritani                      | Bellini          |
| Klärchen                              | Im weißen Rößl                  | Benatzky         |
| Leïla                                 | Les pêcheurs de perles          | Bizet            |
| Die Kleine Frau                       | Der Riese vom Steinfeld         | Cerha            |
| Yniold                                | Pelléas et Mélisande            | Debussy          |
| Lakmé                                 | Lakmé                           | Delibes          |
| Adina                                 | L'elisir d'amore                | Donizetti        |
| Lucia Ashton                          | Lucia di Lammermoor             | Donizetti        |
| Maria Stuarda                         | Maria Stuarda                   | Donizetti        |
| Marie                                 | La Fille du régiment            | Donizetti        |
| Anna Bolena                           | Anna Bolena                     | Donizetti        |
| Linda                                 | Linda di Chamounix              | Donizetti        |
| Norina                                | Don Pasquale                    | Donizetti        |
| Rita                                  | Rita                            | Donizetti        |
| Juliette                              | Roméo et Juliette               | Gounod           |
| Marguérite                            | Faust                           | Gounod           |
| Gretel Taumännchen Sandmännchen       | Hänsel e Gretel                 | Humperdinck      |
| Valencienne                           | Die lustige Witwe               | Lehár            |
| Mi                                    | Das Land des Lächelns           | Lehár            |
| Baronin Freimann Gretchen             | Der Wildschütz                  | Lortzing         |
| Marie                                 | Zar und Zimmermann              | Lortzing         |
| Gräfin Stasi                          | Die Czárdásfürstin              | Kálmán           |
| Julia de Weert Hannchen               | Der Vetter aus Dingsda          | Künneke          |
| Istruttrice di ginnastica Ubriaca     | 1984                            | Maazel           |
| Manon                                 | Manon                           | Massenet         |
| Marguérite de Valois                  | Les Huguenots                   | Meyerbeer        |
| Fauno                                 | Ascanio in Alba                 | Mozart           |
| Aminta                                | Il re pastore                   | Mozart           |
| Zaide                                 | Zaide                           | Mozart           |
| Konstanze Blondchen                   | Die Entführung aus dem Serail   | Mozart           |
| Contessa d'Almaviva Susanna Barbarina | Le nozze di Figaro              | Mozart           |
| Donna Anna                            | Don Giovanni                    | Mozart           |
| Königin der Nacht Pamina Papagena     | Il flauto magico                | Mozart           |
| Servilia                              | La clemenza di Tito             | Mozart           |
| Xenia                                 | Boris Godunov                   | Musorgskij       |
| Frau Fluth Anna                       | Die lustigen Weiber von Windsor | Nicolai          |
| Olympia Antonia Giulietta Stella      | Les contes d'Hoffmann           | Offenbach        |
| Rosina                                | Il barbiere di Siviglia         | Rossini          |
| Adèle                                 | Le Comte Ory                    | Rossini          |
| Europa                                | Europa riconosciuta             | Salieri          |
| Alzima                                | Cublai, gran kan de' Tartari    | Salieri          |
| Brezelverkäuferin                     | Die Nase                        | Šostakovič       |
| Rosalinde Adele                       | Die Fledermaus                  | Strauss, Johann  |
| Die Feldmarschallin Sophie            | Der Rosenkavalier               | Strauss, Richard |
| Zerbinetta Najade                     | Ariadne auf Naxos               | Strauss, Richard |
| Aithra                                | Die Ägyptische Helena           | Strauss, Richard |
| Zdenka Fiakermilli                    | Arabella                        | Strauss, Richard |
| Aminta                                | Die schweigsame Frau            | Strauss, Richard |
| Gräfin Madeleine                      | Capriccio                       | Strauss, Richard |
| Philine                               | Mignon                          | Thomas           |
| Ophélie                               | Hamlet                          | Thomas           |
| Gilda                                 | Rigoletto                       | Verdi            |
| Violetta Valery                       | La traviata                     | Verdi            |
| Oscar                                 | Un ballo in maschera            | Verdi            |
| Voce dal Cielo                        | Don Carlo                       | Verdi            |
| Amalia                                | I masnadieri                    | Verdi            |
| Martesia                              | Ercole sul Termodonte           | Vivaldi          |
| Woglinde                              | Der Ring des Nibelungen         | Wagner           |
| Blumenmädchen                         | Parsifal                        | Wagner           |
| Waldvogel                             | Siegfried                       | Wagner           |
| Ännchen                               | Der Freischütz                  | Weber            |

## Discografia parziale
- Donizetti: Lucia di Lammermoor - Diana Damrau, 2014 Parlophone/Erato/Warner
- Liszt, Lieder - Diana Damrau/ Helmut Deutsch, 2011 Erato/Warner
- Mozart: Zaide (Das Serail), KV 344 - Concentus Musicus Wien/Diana Damrau/Michael Schade/Nikolaus Harnoncourt/Tobias Moretti, 2006 SONY BMG
- Mozart, Donna - Diana Damrau/Jérémie Rhorer/Le Cercle de l'Harmonie, 2008 Erato
- Mozart: Don Giovanni - Ildebrando D'Arcangelo/Luca Pisaroni/Diana Damrau/Joyce DiDonato/Rolando Villazón/Mojca Erdmann/Mahler Chamber Orchestra/Yannick Nézet-Séguin, 2012 Deutsche Grammophon
- Mozart, Ratto dal serraglio (Live, Baden-Baden, 2014) Nézet-Séguin/Villazón/Damrau, Deutsche Grammophon
- Schumann, R.: Myrthen - Diana Damrau/Ivan Paley/Stephan Matthias Lademann/Martina Gedeck/Sebastian Koch, 2010 Telos
- R. Strauss, Lieder - Diana Damrau/Münchner Philharmoniker/Christian Thielemann, 2010 Erato/Warner
- R. Strauss: Der Rosenkavalier - Renée Fleming/Sophie Koch/Diana Damrau/Franz Hawlata/Jonas Kaufmann/Münchner Philharmoniker/Christian Thielemann, 2009 Decca
- Verdi, Canzoni - Friedrich Haider/Paul Armin Edelmann/Cesar Augusto Gutierrez/Diana Damrau, 2011 Telos
- Vivaldi: Ercole - Europa Galante/Fabio Biondi/Rolando Villazón/Joyce DiDonato/Diana Damrau/Patrizia Ciofi/Philippe Jaroussky/Vivica Genaux, 2010 EMI/Erato
- Damrau, Mozart, Righini & Salieri: Arie di Bravura - Diana Damrau/Jérémie Rhorer/Le Cercle de l'Harmonie, 2007 Virgin/EMI/Erato
- Damrau, Forever - David Charles Abell/Diana Damrau/Royal Liverpool Philamornic Orchestra, 2013 Erato/Warner
- Damrau, Coloraturas - Diana Damrau/Münchner Rundfunkorchester/Dan Ettinger, 2009 Virgin/EMI
- Damrau, Fiamma del belcanto - Diana Damrau, 2015 Parlophone/Erato

## Filmografia
- Die Zauberflöte di Mozart - Simon Keenlyside/Diana Damrau/Thomas Allen/Colin Davis (direttore d'orchestra), (Royal Opera House), 2003 BBC/Opus Arte
- Die Entführung aus dem Serail di Mozart (Oper Frankfurt), 2004 hr Musik
- 1984 di Lorin Maazel - Simon Keenlyside/Diana Damrau/Lorin Maazel, regia di Robert Lepage, (Royal Opera House), 2005 Decca
- Flauto magico (Salisburgo 2006) di Mozart - Muti/Pape/Damrau/Groves/WPO, regia di Pierre Audi, 2006 Decca
- Ascanio in Alba di Mozart (Salzburg Festival), 2006
- Rigoletto di Verdi - Diana Damrau/Juan Diego Flórez/Fabio Luisi/Staatskapelle Dresden, (Semperoper), 2008 Mitteldeutscher Rundfunk/Erato
- Rosenkavalier di Strauss - Thielemann/Fleming/Hawlata, regia Herbert Wernicke (Baden Baden) 2009 Decca
- Hansel und Gretel di Humperdinck - Angelika Kirchschlager/Diana Damrau/Thomas Allen/Anja Silja/Colin Davis, (Covent Garden), 2009 Opus Arte
- Rigoletto di Verdi - Mariotti/Lucic/Damrau/Beczala, regia Michael Mayer, 2012 Deutsche Grammophon
- Le Comte Ory di Rossini - Joyce DiDonato/Diana Damrau/Juan Diego Flórez/Michele Pertusi, (Metropolitan Opera), 2012 Erato
- La traviata di Verdi - (Opéra de Paris), regia di Benoît Jacquot, 2015 Erato